# Seleção Eslovena de Futebol Americano
A Seleção Eslovena de futebol americano, é a representante no futebol americano da Eslovênia. É controlada pela SAFA. Eles nunca competiram a Copa do Mundo de Futebol Americano. Eles são membros da EFAF.

## Uniformes
| Helmet   |      |           |
| Left arm | Body | Right arm |
| Trousers |      |           |
| Socks    |      |           |
| Casa     |      |           |

| Helmet   |      |           |
| Left arm | Body | Right arm |
| Trousers |      |           |
| Socks    |      |           |
| Fora     |      |           |